# Torre de Jericó
A Torre de Jericó (em árabe: برج أريحا) é uma estrutura de pedra com 8,5m, construída durante o período Neolítico Pré-Cerâmico A, por volta de 8000 a.C. Ela faz parte de Tell es-Sultan, um Patrimônio Mundial da UNESCO no Estado da Palestina, na cidade de Jericó, que contém os vestígios da cidade fortificada mais antiga do mundo. A Torre de Jericó é considerada uma das torres mais antigas do mundo, um dos edifícios de pedra mais antigos e uma das primeiras obras de arquitetura monumental.
A antiga muralha de Jericó foi descoberta por John Garstang durante as escavações de 1930 a 1936, que ele associou às descrições do Livro de Josué na Bíblia, datando-as de cerca de 1400 a.C. Kathleen Kenyon descobriu a torre construída junto à muralha dentro da cidade durante escavações entre 1952 a 1958. Kenyon forneceu evidências de que ambas as construções eram muito mais antigas, datadas do Neolítico, a era mais recente da Idade da Pedra, e faziam parte de uma protocidade inicial. A torre destaca a importância de Jericó para a compreensão dos padrões de assentamento no período Sultaniano no Levante do Sul.

## Estrutura
A torre foi construída com pedras não trabalhadas, possuindo uma escadaria interna com vinte e dois degraus. De formato cônico, a torre tem quase 9 m de diâmetro na base, reduzindo-se para 7 m no topo, com paredes de aproximadamente 1,5 m de espessura. Estima-se que a construção da torre tenha exigido 11.000 dias de trabalho.

## Finalidade
Estudos de Ran Barkai e Roy Liran, da Universidade de Tel Aviv, publicados em 2011, sugerem propósitos astronômicos e sociais na construção da torre. Como um dos primeiros exemplos de arqueoastronomia, eles usaram modelagem computacional para determinar que a sombra de montanhas próximas atingia a torre no pôr do sol do solstício de verão, espalhando-se posteriormente por toda a cidade. Como não há registros de invasões na região durante o período de construção, a função defensiva da torre, muralha e fosso de Jericó foi questionada. Não foram encontrados sepultamentos, e a hipótese de a torre ser um túmulo foi descartada.
Em entrevista ao The Jerusalem Post, Barkai argumentou que a estrutura pode ter sido usada para criar temor e inspiração, convencendo as pessoas a adotarem um modo de vida mais árduo com o desenvolvimento da agricultura e hierarquias sociais. Ele concluiu: "Acreditamos que esta torre foi um dos mecanismos para motivar as pessoas a participarem de um estilo de vida comunitário."